# Туристички саобраћај
Туристички саобраћај као део туристичке привреде се дефинише као онај део укупног превоза путника који је непосредно везан за транспорт туриста превозним средствима свих саобраћајних грана. Саобраћај је интегрални део туристичке индустрије и туризам се развио управо захваљујући модернизацији превозних средстава. 

## Историја туристичког саобраћаја
Прво организовано путовање везује се за Томаса Кука, који је организовао превоз 570 туриста. Кук је предложио железници своју услугу у организацији и бољој искоришћености овог превозног средства уз пружање повољне цене превоза.

## Подела туристичког саобраћаја
Појава железнице, затим аутомобила и авиона допринели су претварању туризма из индивидуалног у масовни феномен.
Увођење железнице као прве транспортне револуције највише је допринело развоју туризма. Развој привреде, пораст животног стандарда и нагли развој туризма у XX веку утицали су на целокупни саобраћајни систем, а посебно на промену превозних средстава. Развој моторних возила представља почетак друге транспортне револуције, а у исто време и другу револуцију у туризму. Развој ваздушног саобраћаја који представља трећу транспортну револуцију има све значајнију улогу у превозу туриста.
Међузависност саобраћаја и туризма такође укључује и коришћење приватних аутомобила за превоз путника који се убрајају у непривредне капацитете, као и превоз робе за задовољење потреба туриста. Задовољење туристичких потреба не може се у потпуности постићи ако саобраћајна средства својим техничким и другим карактеристикама не одговарају потребама туриста.
Постоје и посебни облици организовања коришћења саобраћајних средстава који су везани за специфичне потребе туриста. То су предузећа за изнајмљивање возила тј.рент-а-цар организације.

### Rent a car организације
Rent a car или агенција за изнајмљивање аутомобила је компанија која изнајмљује аутомобиле на кратке периоде, углавном од неколико сати до неколико седмица. Првенствено се налази у близини аеродрома или прометних градских подручја.
Агенције за изнајмљивање аутомобила првенствено служе људима који траже привремено возило, на пример, онима који не поседују аутомобил, путницима који су из другог града итд.